# Dictyanthus suffruticosus
Dictyanthus suffruticosus är en oleanderväxtart som först beskrevs av W. D. Stevens, och fick sitt nu gällande namn av W. D. Stevens. Dictyanthus suffruticosus ingår i släktet Dictyanthus och familjen oleanderväxter. Inga underarter finns listade i Catalogue of Life.